# Skärhastighet

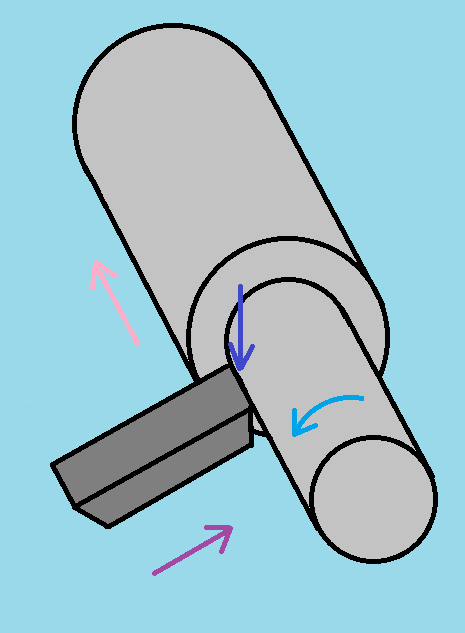

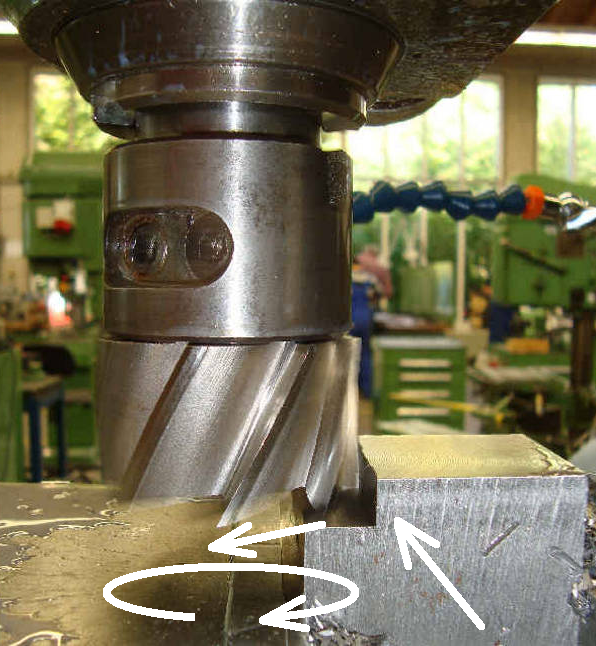

Skärhastighet är hastigheten eller periferihastigheten på det skärande verktyget vid skärande bearbetning. Skärhastigheten mäts i meter per minut (m/min). 

## Formeln
Formeln för skärhastigheten lyder: π ∙ d ∙ v och gäller för alla material.
- π ≈ 3,14

- d = ämnets diameter i meter om det gäller svarvning. Vid fräsning är det diametern på verktyget.

- v = spindelvarv per minut

Exempel: Du skall svarva en detalj som är 75 mm i diameter = 0,075 meter
- Spindelvarvet = 100 varv per minut

- 3,14 ∙ 0,075 ∙ 100 = 23,55 meter/minut.

Notera att skärdjupet aldrig har med skärhastigheten att göra.